# پری دریایی کوچولو (تندیس)

پری دریایی کوچولو در لنگِلینیه، کپنهاگ

پری دریایی، (به دانمارکی: Den lille Havfrue) نام تندیسی از جنس بُرنز است مجسمه روی یک سنگ بزرگ قرار دارد و به طرف دریا نگاه میکند.این مجسمه که نصف آن انسان است و نصف ماهی به بلندی ۱.۲۵ متر و ۱۷۵ کیلوگرم وزن دارد. هر ساله تخمین زده‌اند ۱ میلیون توریست از آن دیدن میکنند. این تندیس را ادوارد اریکسن، پیکرتراش دانمارکی در سال ۱۹۱۳ میلادی، از روی اندام همسر خود خلق کرد.
این تندیس، «معروفت‌ترین تندیس دانمارک» است و بر روی صخره‌ای در کنار ساحل کپنهاگ در منطقه‌ای به نام لنگه لَینیه نصب شده‌است.

## الگوی مجسمه
الگوی پری دریایی به داستان معروفی از هانس کریستین آندرسن (۱۸۰۵ – ۱۸۷۵) بر می‌گردد، که آن را در سال ۱۸۳۷ به روی کاغذ آورد.

## رویدادهای مرتبط با مجسمه
در سپتامبر ۱۹۶۱ تمام مجسمه رنگ شد و موهایش به رنگ قرمز در آمد و در سال ۱۹۶۳ تمامش به رنگ قرمز رنگ شد یک بار در ۱۹۶۴ و یک بار در ۱۹۹۸ سر مجسمه را بریدند در سال ۱۹۹۰ یکبار دیگر قصد کردن سرش رو قطع کنند و موفق نشدند در سال ۲۰۰۳ هم مجسمه پری برهنه با چنان قوتی منفجر شد که از روی صخره‌ای که روی آن نشسته بود، به دریا پرتاب شد.